# Juan Fernández Martín
Juan Fernández Martín (Alhama de Granada, 5 gennaio 1957) è un ex ciclista su strada e dirigente sportivo spagnolo.
Professionista dal 1979 al 1988, vinse una tappa al Giro d'Italia e quattro alla Vuelta a España, oltre a tre medaglie di bronzo ai mondiali. Dopo il ritiro è stato direttore sportivo per formazioni professionistiche.

## Carriera
Passato professionista nel 1979 con la spagnola KAS, nelle stagioni seguenti vestì le divise delle formazioni spagnole Fosforera/Zor, Kelme e Zahor.
Durante la carriera si distinse per la propria abilità in salita. Vinse numerose gare, nella maggior parte in patria: nel suo palmarès spiccano quattro frazioni vinte alla Vuelta a España, competizione nella quale si aggiudicò anche la graduatoria degli scalatori nel 1980, tre tappe alla Volta Ciclista a Catalunya, tre edizioni del Gran Premio Navarra e i titoli spagnoli su strada nel 1980 e nel 1988. All'estero vinse la tappa di Fiuggi al Giro d'Italia 1980, e si classificò per ben tre volte al terzo posto nella prova in linea dei campionati del mondo, nel 1980, 1987 e 1988.
Dopo il ritiro dall'attività, avvenuto nel 1988, ricoprì il ruolo di direttore sportivo della CLAS-Cajastur, nella quale diresse campioni come Tony Rominger, Fernando Escartín e Ángel Casero. Fu poi ds alla Mapei (in seguito alla fusione di CLAS con il team italiano), guidando ancora Rominger, alla Festina e alla Coast/Bianchi, nelle quali ebbe Casero, e infine alla Phonak con Floyd Landis e Santiago Botero.

## Palmarès
- 1979 (Kas, tre vittorie)

Gran Premio Navarra
1ª tappa GP Leganes (Leganes > Leganes)
1ª tappa, 1ª semitappa Escalada a Montjuïc (Montjuich > Montjuich)
- 1980 (Fosforera - Vereco - Campagnolo, tredici vittorie)

Gran Premio Nuestra Señora de Oro
Klasika Primavera
1ª tappa Challenge Costa del Azahar (Burriana > Burriana)
5ª tappa Challenge Costa del Azahar (Benicasim > Benicasim)
Classifica generale Challenge Costa del Azahar
1ª tappa Gran Premio Navarra (Estella > Estella)
Classifica generale Gran Premio Navarra
8ª tappa Giro d'Italia (Orvieto > Fiuggi)
Campionati spagnoli, Prova in linea
Prologo Volta Ciclista a Catalunya (Sant Carlos de la Rápita, cronometro)
6ª tappa Volta Ciclista a Catalunya (Cardona > Llívia)
1ª tappa Vuelta a Asturias (Navia > Navia)
1ª tappa, 2ª semitappa Escalada a Montjuïc (Montjuich > Montjuich)
- 1981 (Kelme - Gios, dieci vittorie)

1ª tappa Giro di Germania (Francoforte > Francoforte)
8ª tappa Vuelta a España (Écija > Jaén)
Memorial Manuel Galera
3ª tappa Vuelta a las Tres Provincias (Antella > Elche)
Gran Premio Pascuas
1ª tappa Vuelta al País Vasco (Lazcano > Lazcano)
2ª tappa Vuelta al País Vasco (Lazcano > Amurrio)
1ª tappa Vuelta a Aragón (Ateca > Calatayud)
2ª tappa Vuelta a los Valles Mineros
2ª tappa Vuelta a La Rioja (Logroño > Rio Baja)
- 1982 (Kelme, sei vittorie)

2ª tappa Vuelta a Asturias (Gijon > Cangas del Narea)
20ª tappa Vuelta a España (Segovia > Segovia)
5ª tappa Vuelta a las Tres Provincias (Gandia > Valencia)
3ª tappa Vuelta a La Rioja (Arrobal > Logroño)
1ª tappa Vuelta a Castilla
7ª tappa Vuelta a Castilla
- 1983 (Zor - Gemeaz, sei vittorie)

1ª tappa Vuelta a España (Almussafes > Cuenca)
2ª tappa Challenge Costa del Azahar (Vall d'Uxo > Vall d'Uxo)
4ª tappa Challenge Costa del Azahar (Vall d'Uxo > Vall d'Uxo)
Gran Premio Navarra
2ª tappa Vuelta al País Vasco (Legorreta > Bera de Bidasoa)
Klasika Primavera
- 1984 (Zor - Gemeaz, una vittoria)

Hucha de Oro
- 1985 (Zor - Gemeaz, tre vittorie)

Clásica a los Puertos de Guadarrama
3ª tappa Vuelta a Cantabria (Heras > Limpias)
3ª tappa Vuelta a Asturias (Cangas del Narcea > Luanco)
- 1986 (Zor - BH, due vittorie)

4ª tappa Volta Ciclista a Catalunya (Solsona > Vallter 2000)
7ª tappa Vuelta a Castilla y León (Valladolid > Valladolid)
- 1987 (Zahor, una vittoria)

14ª tappa Vuelta a España (El Ferrol > Andorra)
- 1988 (Zahor, una vittoria)

Campionati spagnoli, Prova in linea

### Altri successi
- 1980 (Fosforera - Vereco - Campagnolo)

Circuito Campo Grande
Classifica scalatori Vuelta a España
- 1981 (Kelme - Gios)

Trofeo Ciudad de Elche
- 1983 (Zor - Gemeaz)

Classifica a punti Vuelta al País Vasco
- 1984 (Zor - Gemeaz)

Classifica scalatori Vuelta a Burgos
- 1986 (Zor - BH)

G.P. Jatorena
Classifica scalatori Volta Ciclista a Catalunya
- 1987 (Zahor)

GP Diputación de Toledo
- 1988 (Zahor)

Classifica generale Criterium Comunidad Foral de Navarra

## Piazzamenti

### Grandi Giri
- Giro d'Italia

1980: 24º
1982: 37º
1983: ritirato (22ª tappa)
1984: 122º
1987: 94º
1988: ritirato (6ª tappa)
- Tour de France

1981: 50º
1985: ritirato (14ª tappa)
1986: ritirato (17ª tappa)
- Vuelta a España

1980: 16º
1981: ritirato (18ª tappa)
1982: 20º
1983: ritirato (14ª tappa)
1984: ritirato (17ª tappa)
1985: ritirato (11ª tappa)
1986: ritirato (6ª tappa)
1987: 70º
1988: ritirato (13ª tappa)

### Classiche monumento
- Milano-Sanremo

1980: 134º
1981: 31º
1983: 6º
1985: 128º
- Giro di Lombardia

1984: 51º

### Competizioni mondiali
- Campionati del mondo

Valkenburg 1979 - In linea: ritirato
Sallanches 1980 - In linea: 3º
Praga 1981 - In linea: 55º
Goodwood 1982 - In linea: 7º
Barcellona 1984 - In linea: 18º
Giavera del Montello 1985 - In linea: 6º
Colorado Springs 1986 - In linea: 4º
Villach 1987 - In linea: 3º
Ronse 1988 - In linea: 3º